# Hoodoo Man Blues
Hoodoo Man Blues è il primo album solista di Junior Wells, pubblicato dalla Delmark Records nel novembre del 1965. Il disco fu registrato il 22 e 23 settembre 1965 al Sound Studios di Chicago, Illinois (Stati Uniti).

## Tracce
Lato A
1. Snatch It Back and Hold It – 2:53 (Amos Blakemore)
2. Ships on the Ocean – 4:07 (Amos Blakemore)
3. Good Morning Schoolgirl – 3:50 (Brano tradizionale/John Lee Williamson)
4. Hound Dog – 2:12 (Jerry Leiber, Mike Stoller)
5. In the Wee Hours – 3:42 (Amos Blakemore)
6. Hey Lawdy Mama – 3:10 (Cleve Reed)

Lato B
1. Hoodoo Man Blues – 2:49 (Sonny Boy Williamson/Brano tradizionale)
2. Early in the Morning – 4:44 (Brano tradizionale)
3. We're Ready – 3:33 (Amos Blakemore)
4. You Don't Love Me, Baby – 2:58 (W. Cobb)
5. Chitlin con carne – 2:12 (Kenny Burrell)
6. Yonder Wall – 4:10 (Brano tradizionale)

Edizione CD del 1993, pubblicato dalla Delmark Records DD-612
1. Snatch It Back and Hold It – 2:53 (Amos Blakemore)
2. Ships on the Ocean – 4:07 (Amos Blakemore)
3. Good Morning Schoolgirl – 3:50 (Brano tradizionale/John Lee Williamson)
4. Hound Dog – 2:12 (Jerry Leiber, Mike Stoller)
5. In the Wee Wee Hours – 3:42 (Amos Blakemore)
6. Hey Lawdy Mama – 3:10 (Cleve Reed)
7. Hoodoo Man Blues – 2:49 (Sonny Boy Williamson/Brano tradizionale)
8. Early in the Morning – 4:44 (Brano tradizionale)
9. We're Ready – 3:33 (Amos Blakemore)
10. You Don't Love Me Baby – 2:58 (W. Cobb)
11. Chitlin con carne – 2:12 (Kenny Burrell)
12. Yonder Wall – 4:10 (Brano tradizionale)
13. Hoodoo Man Blues – 2:50 (Sonny Boy Williamson/Brano tradizionale) – Bonus Track - Alternate Take
14. Chitlin con carne – 3:20 (Kenny Burrell) – Bonus Track - Alternate Take

Edizione CD del 2011, pubblicato dalla Delmark Records (DE 612)
1. Snatch It Back and Hold It – 2:50 (Amos Blakemore)
2. Ships on the Ocean – 4:05 (Amos Blakemore)
3. Good Morning Schoolgirl – 3:52 (Brano tradizionale/John Lee Williamson)
4. Hound Dog – 2:06 (Jerry Leiber, Mike Stoller)
5. In the Wee Wee Hours – 3:43 (Amos Blakemore)
6. Hey Lawdy Mama – 3:11 (Cleve Reed)
7. Hoodoo Man Blues – 2:04 (Sonny Boy Williamson)
8. Early in the Morning – 4:45 (Brano tradizionale)
9. We're Ready – 3:37 (Amos Blakemore)
10. You Don't Love Me, Baby – 2:21 (W. Cobb)
11. Chitlin con carne – 2:10 (Kenny Burrell)
12. Yonder Wall – 4:07 (Brano tradizionale)
13. Studio Chatter 1 – 0:11
14. I Ain't Stranded – 3:06 (Buddy Guy)
15. Studio Chatter 2 – 0:05
16. In the Wee Wee Hours – 4:30 (Buddy Guy, Junior Wells) – Alternate Take
17. Studio Chatter 3 – 0:09
18. Hoodoo Man Blues – 2:49 (Junior Wells) – Alternate Take
19. Studio Chatter 4 – 0:06
20. Chitlin con carne – 3:11 (Kenny Burrell) – Alternate Take
21. Studio Chatter 5 – 0:35
22. Yonder Wall – 2:07 (Brano tradizionale) – Alternate Take 7
23. Studio Chatter 6 – 1:00
24. Yonder Wall – 2:33 (Brano tradizionale) – Alternate Take 11
25. Studio Chatter 7 – 0:32
26. Yonder Wall – 2:11 (Brano tradizionale) – Alternate Take 13

## Musicisti
- Junior Wells - armonica, voce
- Buddy Guy - chitarra
- Jack Myers - basso
- Billy Warren - batteria